# XXI Conferencia Internacional sobre el Sida
La XXI Conferencia Internacional sobre el Sida fue el vigésimo primer evento mundial organizado por la Sociedad Internacional de sida. Se realizó en la ciudad de Durban y se calcula que asistieron 18.000 personas.

## Avances de la ciencia

### Actual tratamiento
Se instó a todo el mundo a abandonar el tratamiento con tres fármacos y en su lugar emplear el elaborado por el argentino Pedro Cahn, el cual consiste en el uso de solo dos fármacos: la toma diaria de las drogas Lamivudina y Dolutegravir.

### Camino a Ámsterdam
La presidenta del IAS Linda-Gail Bekker, informó de la importancia de las inversiones en la investigación del virus, que se planea erradicar para el año 2030. Mientras que el estadounidense Anthony Fauci, resaltó los dificultosos desafíos incumplidos que son el encontrar la cura del virus y desarrollar una vacuna que lo prevenga.